# Старий Живецький замок
Старий замок у Живцю (пол. Stary Zamek w Żywcu) — замок, розташований у місті Живець у Сілезькому воєводстві в Польщі. 

## Історія
Замок розташований на місці середньовічного замку, який було зруйновано у 1477 році внаслідок воєнної акції короля Казимира IV Ягеллончика проти родини Коморовських гербу Корчак, яку описав Ян Длугош. Замок було перебудовано у 1485—1500 роках; подальшу розбудову було здійснено у 1567 році родиною Коморовських. Завдяки зусиллям Яна Спитка Коморовського було збудовано аркадне ренесансне подвір’я, яке збереглось у первісному вигляді до нашого часу. 
З 2005 року у Старому Живецькому замку знаходиться Міський музей. У рамках постійних експозицій музею можна переглянути, наприклад етнографічну виставку, що доповнює Шлях дерев'яної архітектури Сілезького воєводства . 
У 2014 році Габсбурги відмовилися від своїх претензій щодо реприватизації Старого замку та Габсбурзького парку.  

## Світлини

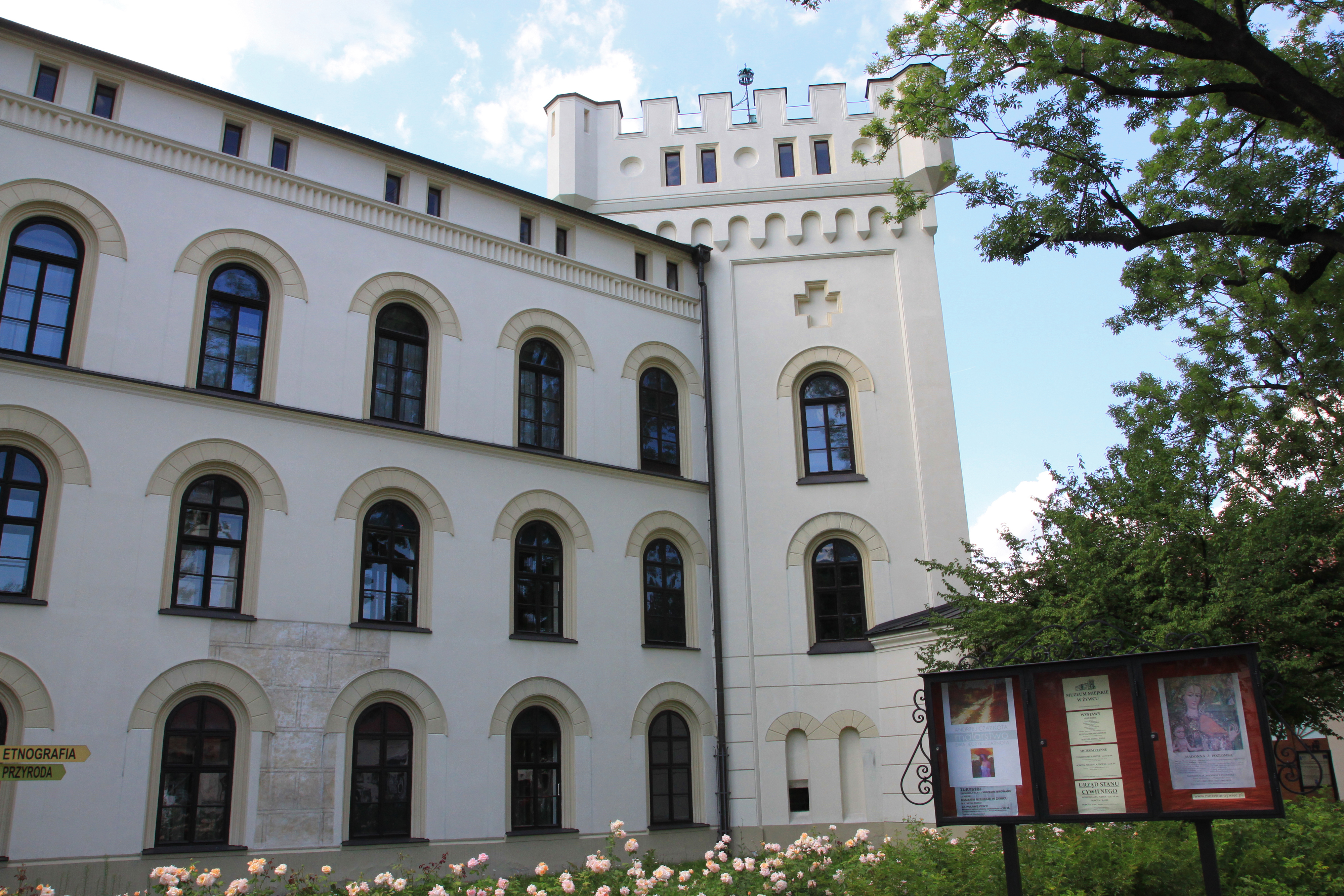
Вежа замку
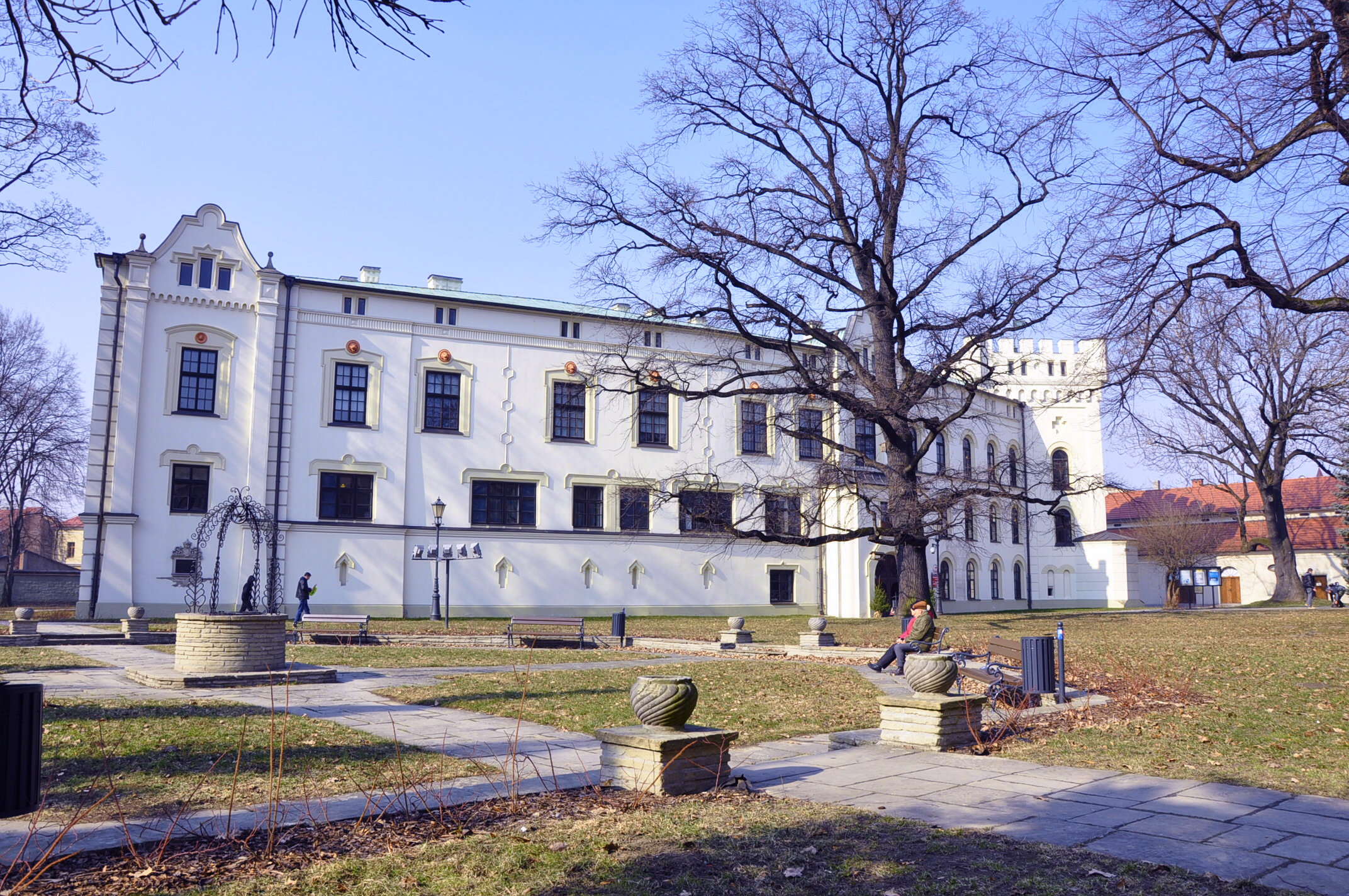
Вигляд замку
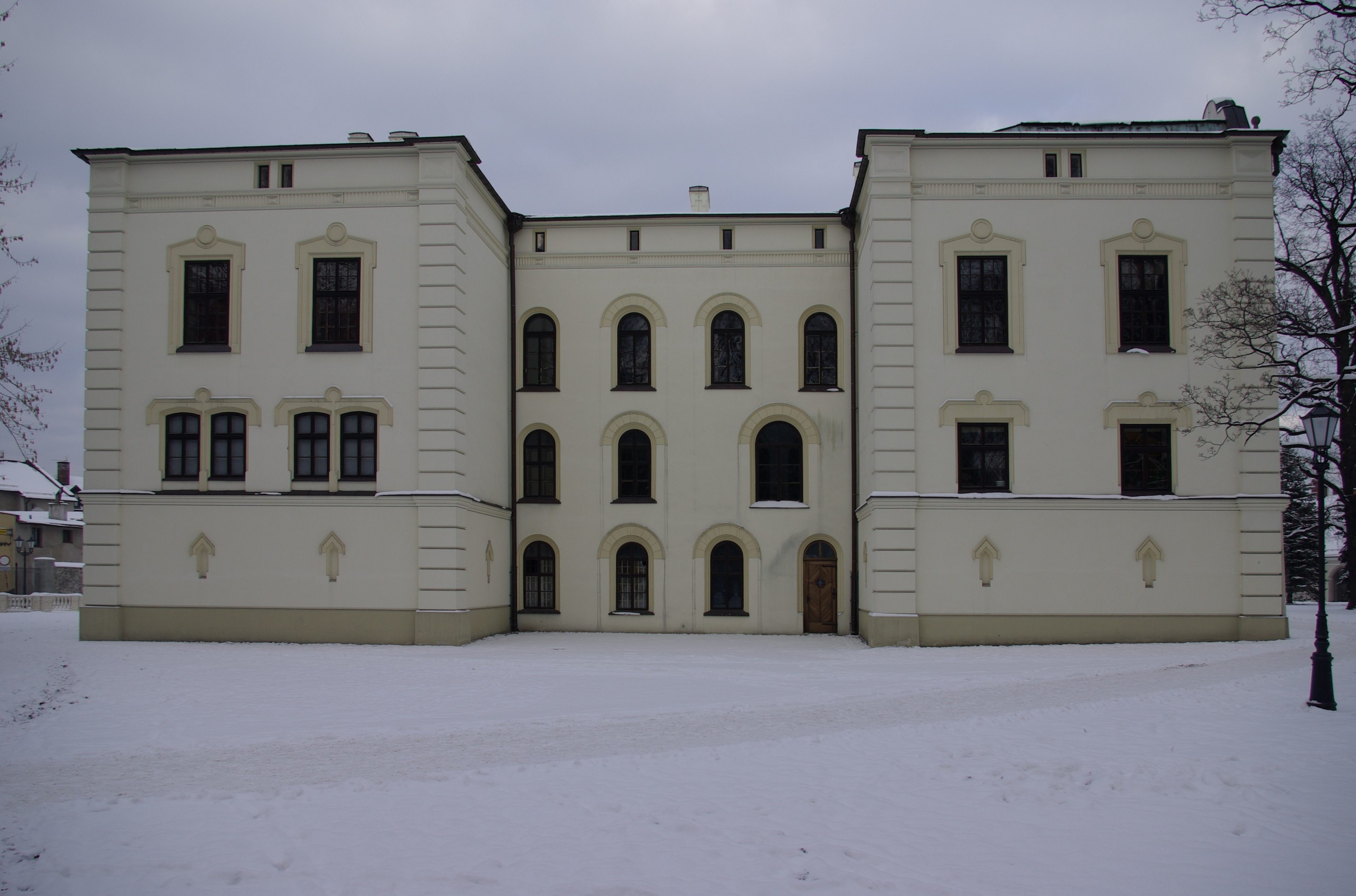
Замок з південної сторони
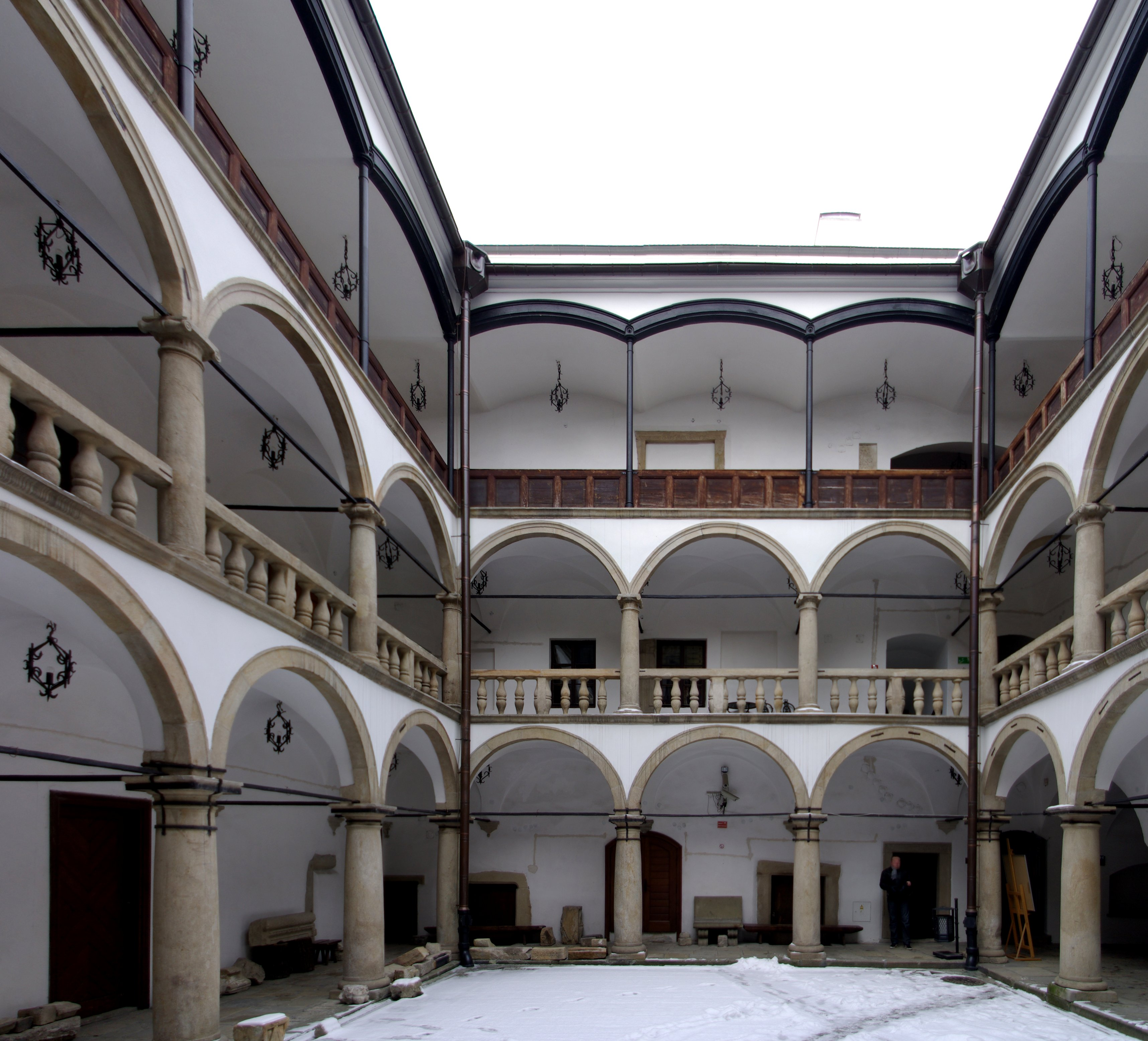
Аркадне подвір'я замку
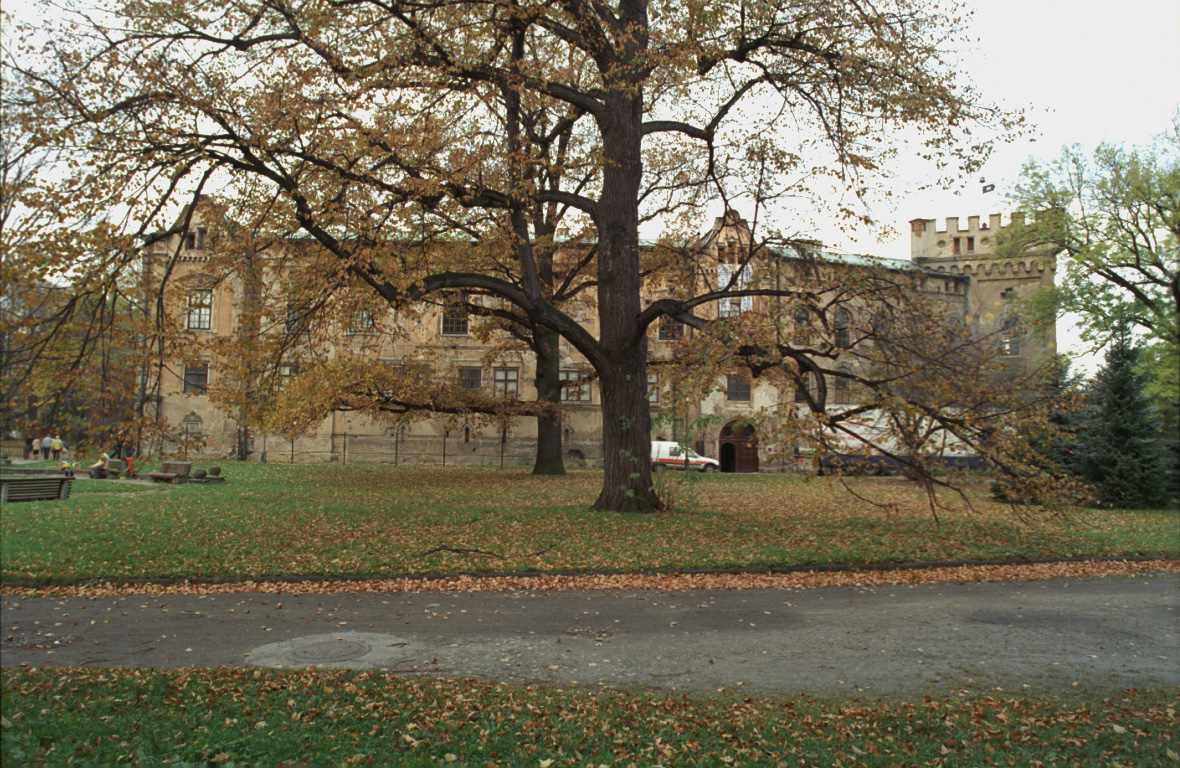
Замок до ремонту